# Guia RNA
L'ARN guia (gRNA) o l'ARN guia únic (sgRNA) és una seqüència curta d'ARN que funciona com a guia per a l'endonucleasa Cas9 o altres proteïnes Cas que tallen l'ADN de doble cadena i, per tant, es poden utilitzar per a l'edició de gens. En bacteris i arquees, els gRNA formen part del sistema CRISPR-Cas que serveix com a defensa immune adaptativa que protegeix l'organisme dels virus. Aquí els ARNg curts serveixen com a detectors d'ADN estrany i dirigeixen els enzims Cas que degrada l'àcid nucleic estrany.

## Història
La guia d'edició d'ARN RNA va ser descoberta l'any 1990 per B. Blum, N. Bakalara i L. Simpson mitjançant la hibridació Northern Blot a l'ADN del maxicercle mitocondrial del paràsit eucariota Leishmania tarentolae. Les investigacions posteriors a mitjans de la dècada del 2000 i els anys següents van explorar l'estructura i la funció del gRNA i del sistema CRISPR-Cas. El 2012 es va produir un avenç important quan es va descobrir que l'ARNg podria guiar l'endonucleasa Cas9 per introduir talls específics de la diana en l'ADN de doble cadena. Aquest descobriment va conduir al Premi Nobel 2020 atorgat a Jennifer Doudna i Emmanuelle Charpentier per les seves contribucions al desenvolupament de la tecnologia d'edició de gens CRISPR-Cas9.

## Guia de l'ARN en protistes
Els protistes de tripanosomàtids i altres cinetoplàstids tenen un procés de modificació de l'ARN post-transcripcional conegut com a "edició d'ARN" que realitza una inserció/eliminació d'uridina dins dels mitocondris. Aquest ADN mitocondrial és circular i es divideix en maxicercles i minicercles. Un mitocondri conté uns 50 maxicercles que tenen regions codificants i no codificants i consta d'aproximadament 20 quilos de bases (kb). La regió codificant està molt conservada (16-17 kb) i la regió no codificant varia segons l'espècie. Els minicercles són petits (al voltant d'1 kb) però més nombrosos que els maxicercles, un mitocondri conté diversos milers de minicercles. Els maxicercles poden codificar "criptògens" i alguns ARNg; Els minicercles poden codificar la majoria dels ARNg. Alguns gens d'ARNg mostren llocs d'inserció i supressió idèntics encara que tinguin seqüències diferents, mentre que altres seqüències d'ARNg no són complementàries de l'ARNm preeditat. Les molècules de maxicercles i minicercles estan catenades en una xarxa gegant d'ADN dins del mitocondri.
La majoria de les transcripcions de maxicircle no es poden traduir a proteïnes a causa dels canvis de marc en les seves seqüències. Aquests canvis de marc es corregeixen post-transcripcionalment mitjançant la inserció i la supressió de residus d'uridina en llocs precisos, que després creen un marc de lectura obert. Aquest marc de lectura obert es tradueix posteriorment a una proteïna que és homòloga a les proteïnes mitocondrials que es troben en altres cèl·lules. El procés d'inserció i supressió d'uridina està mediat per ARN de guia curta (gRNAs), que codifiquen la informació d'edició mitjançant seqüències complementàries, i permeten l'aparellament de bases entre guanina i uracil (GU), així com entre guanina i citosina (GC), facilitant el procés d'edició.

### La funció del complex gRNA-mRNA
Els ARN guia es transcriuen principalment a partir de la regió intergènica del maxicercle d'ADN i tenen seqüències complementàries a l'ARNm. L'extrem 3' dels ARNg conté una cua d'oligo "U" (de 5 a 24 nucleòtids de longitud) que es troba en una regió no codificada, però interacciona i forma un complex estable amb regions riques A i G d'ARNm i ARNg preeditades, que estan estabilitzades termodinàmicament per uns ancoratges de 5' i 3'. Aquest híbrid inicial ajuda en el reconeixement del lloc específic d'ARNm que cal editar.

### Guia de seqüències d'ARN
En el protozou Leishmania tarentolae, 12 dels 18 gens mitocondrials s'editen mitjançant aquest procés. Un d'aquests gens és Cyb. En realitat, l'ARNm s'edita dues vegades seguides. Per a la primera edició, la seqüència rellevant de l'ARNm és la següent:
ARNm 5' AAAGAAAAGGCUUUAACUUCAGGUUGU 3'

## Guia de l'ARN en procariotes

### CRISPR en procariotes
Els procariotes com a bacteris i arques, utilitzen CRISPR (repeticions palindròmiques curtes i espaiades regularment agrupades) i els seus enzims Cas associats, com el seu sistema immunitari adaptatiu. Quan els procariotes s'infecten pels fags i aconsegueixen defensar-se de l'atac, els enzims Cas específics tallen l'ADN del fag (o ARN) i integren els fragments als espais intermediaris de la seqüència CRISPR. Aquests segments emmagatzemats es reconeixen després durant futurs atacs de virus, cosa que permet als enzims Cas utilitzar còpies d'ARN d'aquests segments, juntament amb les seves seqüències CRISPR associades, com a ARNg per identificar i neutralitzar les seqüències estranyes.

Estructura esquemàtica del complex ternari Cas9-sgRNA-DNA

### Estructura
L'ARN guia s'orienta a les seqüències complementàries mitjançant un simple aparellament de bases Watson-Crick. En el sistema CRISPR/cas de tipus II, l'ARNsg dirigeix l'enzim Cas per dirigir-se a regions específiques del genoma per a la divisió d'ADN dirigida. El sgRNA és una combinació dissenyada artificialment de dues molècules d'ARN: ARN CRISPR (crRNA) i crRNA transactivador (tracrRNA). El component crRNA és responsable de la unió a la regió d'ADN específica de la diana, mentre que el component tracrRNA és responsable de l'activació de l'activitat de l'endonucleasa Cas9. Aquests dos components estan units per una estructura de tetraloop curta, donant lloc a la formació del sgRNA. El tracrRNA consisteix en parells de bases que formen una estructura de bucle tija, que permet la seva unió a l'enzim endonucleasa. La transcripció del locus CRISPR genera crRNA, que conté regions espaciadores flanquejades per seqüències repetides, normalment de 18-20 parells de bases (pb) de longitud. Aquest crRNA guia l'endonucleasa Cas9 a la regió diana complementària de l'ADN, on escinda l'ADN, formant el que es coneix com a complex efector. Les modificacions en la seqüència d'ARNcr dins de l'ARNsg poden alterar la ubicació d'unió, permetent una orientació precisa de diferents regions d'ADN, convertint-lo efectivament en un sistema programable per a l'edició del genoma.

## Aplicacions

### Disseny de gRNAs
L'especificitat d'orientació de CRISPR-Cas9 està determinada per la seqüència de 20 nucleòtids (nt) a l'extrem 5' de l'ARNg. La seqüència objectiu desitjada ha de precedir el motiu adjacent del protoespaciador (PAM), que és una seqüència curta d'ADN, normalment de 2-6 parells de bases de longitud que segueix la regió d'ADN objectiu per a la divisió pel sistema CRISPR, com ara CRISPR-Cas9. El PAM és necessari perquè una nucleasa Cas es talli i normalment es troba 3-4 nucleòtids aigües avall del lloc de tall. Una vegada que la base de l'ARNg s'aparella amb l'objectiu, Cas9 indueix una ruptura de doble cadena uns 3 nucleòtids aigües amunt del PAM.
El contingut òptim de GC de la seqüència de guia hauria de ser superior al 50%. Un contingut de GC més alt millora l'estabilitat del dúplex ARN-ADN i redueix la hibridació fora de l'objectiu. La longitud de les seqüències de guia és normalment de 20 pb, però també poden oscil·lar entre 17 i 24 pb. Una seqüència més llarga minimitza els efectes fora de l'objectiu. Les seqüències de guia inferiors a 17 pb corren el risc d'orientar-se a múltiples loci.

### CRISPR Cas9

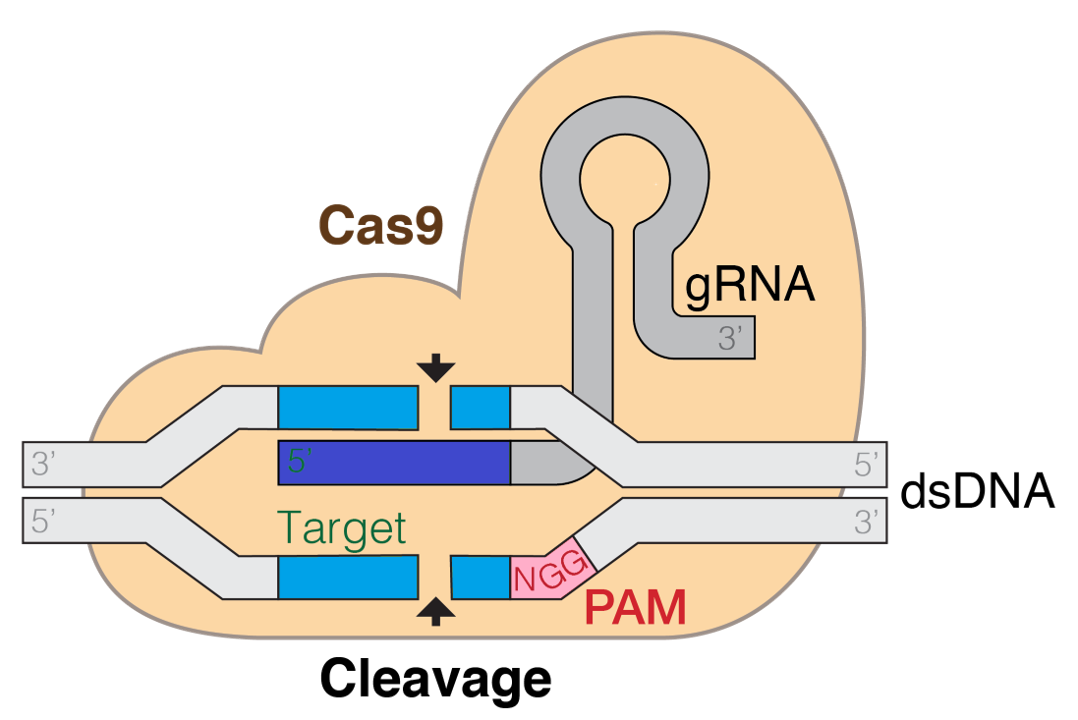
El complex cas9, que il·lustra el gRNA, el PAM i la ruptura de doble cadena induïda a l'ADN objectiu.

CRISPR (Clustered regularly interspaced short palindromic repeats)/Cas9 és una tècnica utilitzada per a l'edició gènica i la teràpia gènica. Cas és un enzim endonucleasa que talla l'ADN en un lloc específic dirigit per un ARN guia. Aquesta és una tècnica específica de l'objectiu que pot introduir knockouts o knock-ins de gens en funció de la via de reparació de doble cadena. L'evidència mostra que tant in vitro com in vivo, es requereix tracrRNA perquè Cas9 s'uneixi a la seqüència d'ADN objectiu. El sistema CRISPR-Cas9 consta de tres etapes principals. La primera etapa implica l'extensió de bases a la regió del locus CRISPR mitjançant l'addició d'espaiadors d'ADN estrangers a la seqüència del genoma. Proteïnes com cas1 i cas2, ajuden a trobar nous espaiadors. La següent etapa implica la transcripció de CRISPR: els pre-crRNA (ARN precursor de CRISPR) s'expressen mitjançant la transcripció de la matriu d'espaiadors repetits CRISPR. Després d'una modificació addicional, el pre-crRNA es converteix en regions flanquejades d'un sol espaiador formant crRNA curt. El procés de maduració de l'ARN és similar al tipus I i III, però diferent al tipus II. La tercera etapa consisteix a la unió de la proteïna cas9 i dirigir-la per tallar el segment d'ADN. La proteïna Cas9 s'uneix a una forma combinada de crRNA i tracrRNA formant un complex efector. Això serveix com a ARN guia per a la proteïna cas9 que dirigeix la seva activitat endonucleasa.

### Mutagènesi de l'ARN
Un mètode important de regulació gènica és la mutagènesi de l'ARN, que es pot introduir mitjançant l'edició d'ARN amb l'ajuda de gRNA. L'ARN guia substitueix l'adenosina per inosina en llocs diana específics, modificant el codi genètic. L'adenosina desaminasa actua sobre l'ARN, provocant una modificació post-transcripcional alterant codons i diferents funcions proteiques. Els ARN guia són petits ARN nucleolars que, juntament amb les riboproteïnes, realitzen alteracions de l'ARN intracel·lular com la ribometilació en l'ARNr i la introducció de pseudouridina en l'ARN preribosomal. Els ARN guia s'uneixen a la seqüència d'ARN antisentit i regulen la modificació de l'ARN. S'ha observat que l'ARN interferent petit (siRNA) i el micro ARN (miRNA) s'utilitzen generalment com a seqüències d'ARN objectiu, i les modificacions són relativament fàcils d'introduir a causa de la seva petita mida.